# ネブラスカ ふたつの心をつなぐ旅
『ネブラスカ ふたつの心をつなぐ旅』（ネブラスカ ふたつのこころをつなぐたび、原題：Nebraska）は、2013年のアメリカ合衆国のコメディドラマ映画。出演はブルース・ダーンとウィル・フォーテ、監督はアレクサンダー・ペインが務めた。第66回カンヌ国際映画祭ではコンペティション部門でパルム・ドールを争い、ブルース・ダーンが男優賞を獲得した。パラマウント・ヴァンテージ名義最後の作品でもある。日本での公開は2014年2月28日。

## プロット
インチキな通知文を信じ込み、当っていない賞金を手に入れるために父子がモンタナ州からネブラスカ州リンカーンを目指す。その道中に立ち寄った父の故郷で、昔の共同経営者だった父の友人や親戚、知人と出会う。

## キャスト
※括弧内は日本語吹き替え声優
- ウディ・グラント - ブルース・ダーン（勝部演之）
100万ドルの当選を信じ込んでいる老人。
- デヴィッド・グラント - ウィル・フォーテ（落合弘治）
ウディの次男。電気屋の店長。
- ケイト・グラント - ジューン・スキッブ（谷育子）
ウディの妻。デヴィッドの母。
- エド・ピグラム - ステイシー・キーチ（魚建）
かつてウディと自動車整備工場を経営していた男。
- ロス・グラント - ボブ・オデンカーク（小形満）
ウディの長男。デヴィッドの兄。ニュースキャスター。
- マーサ伯母さん - マリー・ルイーズ・ウィルソン（英語版）
ウディの兄嫁。
- ノエル - ミッシー・ドーティ
デヴィッドと最近まで同棲していた女性。デヴィッドを捨てた。
- ペグ・ナギー - アンジェラ・マキューアン（宮沢きよこ）
ウディの結婚前の恋人。地元の小さな新聞会社を経営。
- レイ伯父さん - ランス・ハワード
ウディの兄。マーサの夫。
- コール - デヴィン・ラトレイ
レイとマーサの息子。前科者。

## 製作

### 脚本
『アバウト・シュミット』の製作中、アレクサンダー・ペインはボブ・ネルソンの脚本をプロデューサーのアルバート・バーガーとロン・イェルザから渡され、監督に推薦された。彼は自分が監督することを希望したが、当時プリプロダクション中であった『サイドウェイ』から2本連続でロードムービーを撮ることには難色を示し、『ファミリー・ツリー』が完了するまで保留となった。本作は脚本執筆プロセスにペインが関与しなかった初めての作品であり、撮影開始前に少々手直しするだけに留まった。

### キャスティング
最初に脚本を読んだ後、ペインは高齢の父親のウディ・グラント役にはブルース・ダーンを考えた。キャスティングが始まった際にペインは50人以上の俳優と会った。これはパラマウント映画側がジーン・ハックマン、ロバート・デ・ニーロ、ロバート・デュヴァル、ジャック・ニコルソン、ロバート・フォスターといった大物スターを望んでいたからである。ハックマンが引退したために面会が失敗に終わると、ペインは当初の構想に戻ってダーンをキャスティングした。

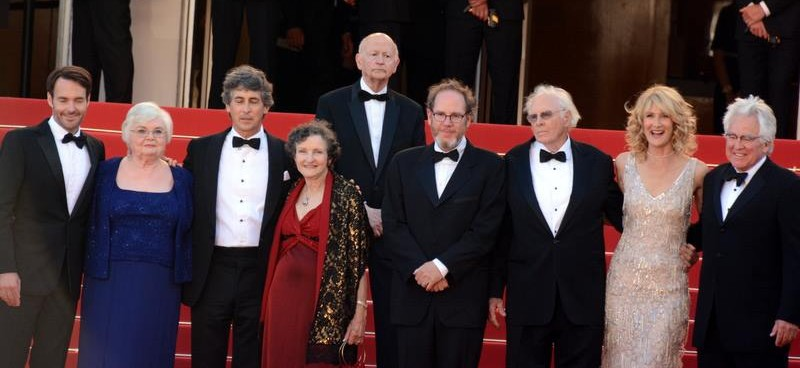
第66回カンヌ国際映画祭でのキャストと監督。

息子のデヴィッド・グラント役も同様に著名なハリウッドの俳優が希望された。ブライアン・クランストンはこの役のために脚本を読んだが、ペインは彼には合わないと考えた。他にポール・ラッド、ケイシー・アフレックなどが候補に上がり、さらにマシュー・モディーンも自分が候補であることを話した。知名度の高い俳優になると噂されていたにもかかわらず、最終的にウィル・フォーテがペインによって選ばれた。

### 撮影
本作は白黒で撮影された。ペインは「象徴的、典型的な外観」を生みだすために白黒で撮影することに決めた。白黒での撮影は配給のパラマウント・ヴァンテージの要望とは反するものであった。撮影はアリ・アレクサ・デジタル・カメラとパナビジョン・Cシリーズ・アナモルフィック・レンズを使って行われた。
撮影は2011年にネブラスカ州で始まった。その後モンタナ州ビリングス、ワイオミング州バッファロー、サウスダコタ州ラピッドシティに移り、35日後に完了した。

### 音楽
映画音楽はティン・ハットのメンバーであるマーク・オートンが作曲した。スコアにはまた、2005年に再結成した他のティン・ハットの3人のオリジナル・メンバーが演奏したものが含まれている。サウンドトラック盤は2013年11月19日にミラン・レコーズより発売される。

## テレビ放映
2014年8月10日に、パラマウント映画傘下のテレビ局 Epix で本作がカラー化されて放送されることになった。しかし、監督のアレクサンダー・ペインや製作を担当したロン・イェルザ、アルバート・バーガーらは本作のカラー化を事前に知らされていなかった。ベインらは「カラー化された本作が放送されないことを望む」と述べている。

## 評価
Rotten Tomatoesでは210件の批評家レビューで支持率は91%、平均点は8/10となった。Metacriticでは45件のレビューで加重平均値は86/100となっている。

### 受賞とノミネート
| 賞・映画祭                           | 部門                                    | 候補                                 | 結果       |
| ------------------------------------ | --------------------------------------- | ------------------------------------ | ---------- |
| カンヌ国際映画祭                     | パルム・ドール                          | アレクサンダー・ペイン               | ノミネート |
| カンヌ国際映画祭                     | 男優賞                                  | ブルース・ダーン                     | 受賞       |
| アカデミー賞                         | 作品賞                                  | アルバート・バーガー、ロン・イェルザ | ノミネート |
| アカデミー賞                         | 監督賞                                  | アレクサンダー・ペイン               | ノミネート |
| アカデミー賞                         | 主演男優賞                              | ブルース・ダーン                     | ノミネート |
| アカデミー賞                         | 助演女優賞                              | ジューン・スキッブ                   | ノミネート |
| アカデミー賞                         | 脚本賞                                  | ボブ・ネルソン                       | ノミネート |
| アカデミー賞                         | 撮影賞                                  | フェドン・パパマイケル               | ノミネート |
| 全米映画俳優組合賞                   | 主演男優賞                              | ブルース・ダーン                     | ノミネート |
| 全米映画俳優組合賞                   | 助演女優賞                              | ジューン・スキッブ                   | ノミネート |
| ゴールデングローブ賞                 | 作品賞 (ミュージカル・コメディ部門)     | アルバート・バーガー、ロン・イェルザ | ノミネート |
| ゴールデングローブ賞                 | 監督賞                                  | アレクサンダー・ペイン               | ノミネート |
| ゴールデングローブ賞                 | 主演男優賞 (ミュージカル・コメディ部門) | ブルース・ダーン                     | ノミネート |
| ゴールデングローブ賞                 | 助演女優賞                              | ジューン・スキッブ                   | ノミネート |
| ゴールデングローブ賞                 | 脚本賞                                  | ボブ・ネルソン                       | ノミネート |
| 全米映画批評家協会賞                 | 撮影賞                                  | フェドン・パパマイケル               | 3位        |
| ハンブルグ国際映画祭                 | アート映画賞                            | アレクサンダー・ペイン               | ノミネート |
| ニューヨーク映画祭                   | 作品賞                                  | アレクサンダー・ペイン               | ノミネート |
| インディペンデント・スピリット賞     | 作品賞                                  | アルバート・バーガー、ロン・イェルザ | ノミネート |
| インディペンデント・スピリット賞     | 監督賞                                  | アレクサンダー・ペイン               | ノミネート |
| インディペンデント・スピリット賞     | 主演男優賞                              | ブルース・ダーン                     | ノミネート |
| インディペンデント・スピリット賞     | 助演男優賞                              | ウィル・フォーテ                     | ノミネート |
| インディペンデント・スピリット賞     | 助演女優賞                              | ジューン・スキッブ                   | ノミネート |
| インディペンデント・スピリット賞     | 第一回脚本賞                            | ボブ・ネルソン                       | 受賞       |
| ナショナル・ボード・オブ・レビュー賞 | 主演男優賞                              | ブルース・ダーン                     | 受賞       |
| ナショナル・ボード・オブ・レビュー賞 | 助演男優賞                              | ウィル・フォーテ                     | 受賞       |
| ボストン映画批評家協会賞             | 助演女優賞                              | ジューン・スキッブ                   | 受賞       |
| ボストン映画批評家協会賞             | アンサンブル・キャスト賞                |                                      | 受賞       |
| デトロイト映画批評家協会賞           | 助演女優賞                              | ジューン・スキッブ                   | ノミネート |
| サンフランシスコ映画批評家協会賞     | 作品賞                                  |                                      | ノミネート |
| サンフランシスコ映画批評家協会賞     | 主演男優賞                              | ブルース・ダーン                     | ノミネート |
| サンフランシスコ映画批評家協会賞     | 助演男優賞                              | ウィル・フォーテ                     | ノミネート |
| サンフランシスコ映画批評家協会賞     | 助演女優賞                              | ジューン・スキッブ                   | ノミネート |
| サンフランシスコ映画批評家協会賞     | 脚本賞                                  | ボブ・ネルソン                       | ノミネート |
| サンフランシスコ映画批評家協会賞     | 撮影賞                                  | フェドン・パパマイケル               | ノミネート |
| セントルイス映画批評家協会賞         | 作品賞                                  | アルバート・バーガー、ロン・イェルザ | ノミネート |
| セントルイス映画批評家協会賞         | 監督賞                                  | アレクサンダー・ペイン               | ノミネート |
| セントルイス映画批評家協会賞         | 主演男優賞                              | ブルース・ダーン                     | ノミネート |
| セントルイス映画批評家協会賞         | 助演男優賞                              | ウィル・フォーテ                     | 次点       |
| セントルイス映画批評家協会賞         | 助演女優賞                              | ジューン・スキッブ                   | 次点       |
| セントルイス映画批評家協会賞         | 脚本賞                                  | ボブ・ネルソン                       | ノミネート |
| ダブリン映画批評家協会賞             | 主演男優賞                              | ブルース・ダーン                     | 受賞       |
| トロント映画批評家協会賞             | 助演女優賞                              | ジューン・スキッブ                   | 次点       |
| セントラルオハイオ映画批評家協会賞   | 作品賞                                  |                                      | ノミネート |
| セントラルオハイオ映画批評家協会賞   | 監督賞                                  | アレクサンダー・ペイン               | ノミネート |
| セントラルオハイオ映画批評家協会賞   | アンサンブル演技賞                      |                                      | ノミネート |
| セントラルオハイオ映画批評家協会賞   | 助演女優賞                              | ジューン・スキッブ                   | ノミネート |
| セントラルオハイオ映画批評家協会賞   | 脚本賞                                  | ボブ・ネルソン                       | ノミネート |
| セントラルオハイオ映画批評家協会賞   | 作曲賞                                  | マーク・オートン                     | ノミネート |
| バンクーバー映画批評家協会賞         | 助演女優賞                              | ジューン・スキッブ                   | ノミネート |
| アイオワ映画批評家協会賞             | 作品賞                                  |                                      | 2位        |
| アイオワ映画批評家協会賞             | 主演男優賞                              | ブルース・ダーン                     | 3位        |
| アイオワ映画批評家協会賞             | 助演女優賞                              | ジューン・スキッブ                   | 2位        |
| ノースカロライナ映画批評家協会賞     | 監督賞                                  | アレクサンダー・ペイン               | ノミネート |
| ノースカロライナ映画批評家協会賞     | 主演男優賞                              | ブルース・ダーン                     | ノミネート |
| ノースカロライナ映画批評家協会賞     | 助演女優賞                              | ジューン・スキッブ                   | ノミネート |
| ノースカロライナ映画批評家協会賞     | 脚本賞                                  | ボブ・ネルソン                       | ノミネート |
| インターネット映画批評家協会賞       | 男優賞                                  | ブルース・ダーン                     | 受賞       |
| サテライト賞                         | 主演男優賞                              | ブルース・ダーン                     | ノミネート |
| サテライト賞                         | 助演女優賞                              | ジューン・スキッブ                   | 受賞       |
| サテライト賞                         | キャスト賞                              |                                      | 受賞       |